# Скунс довгохвостий
Скунс довгохвостий (Mephitis macroura) — вид ссавців родини Скунсові (Mephitidae) ряду хижих.

## Поширення та поведінка
Країни поширення: Сальвадор, Гватемала, Гондурас, Мексика, Нікарагуа, США. Найбільш поширений в посушливих низовинах, але зустрічається і в листяних лісах, узліссях, луках, скелястих каньйонах і прибережних місцях проживання. Як правило, мешкає походить від рівня моря до 2440 м. 